# Daniil Borissowitsch Elkonin
Daniil Borissowitsch Elkonin (russisch Даниил Борисович Эльконин; * 16. Februar 1904; † 4. Oktober 1984 in Moskau) war ein sowjetischer Pädagoge und Psychologe.
Zu seinen Arbeitsschwerpunkten zählten die Spieltheorie, die Grundschulpädagogik, die Entwicklungspsychologie und die Psychodiagnostik. Elkonin arbeitete zunächst als Grundschullehrer und an der Pädagogischen Hochschule in Leningrad als Assistent von Lew Wygotski. Er verfasste seine Promotion über die Entwicklung der Sprache bei Schülern. Nach dem Zweiten Weltkrieg leitete er u. a. das Laboratorium für die Psychologie des jüngeren Schulkindes. Aus den schulpädagogischen Forschungen Elkonins, die Ende der 1950er Jahre in Moskau begannen, entstand in Zusammenarbeit mit Wassili Dawydow die „Theorie des entwickelnden Unterrichts“ (System Elkonin-Dawydow). Bekannt wurde Elkonin aber mit der von ihm entwickelten Theorie des Spiels.
Elkonins wissenschaftliche Forschungen beruhen auf den Ansichten der kulturhistorischen Psychologie und der Tätigkeitstheorie. Er arbeitete unter anderem eng mit Alexej Nikolajewitsch Leontjew, Alexander Romanowitsch Lurija und Pjotr J. Galperin zusammen.

## Werke
- Zur Psychologie des Vorschulalters, Volk und Wissen, Berlin 1967.
- Psychologie des Spiels, Pahl-Rugenstein, Köln 1980.
- Psychologie des Spiels, hrsg. v. Birger Siebert und Georg Rückriem, Lehmanns Media, Berlin 2010.